# Ziewanice
Ziewanice – wieś w Polsce położona w województwie łódzkim, w powiecie zgierskim, w gminie Głowno.
W latach 1975–1998 miejscowość administracyjnie należała do ówczesnego województwa łódzkiego.

## Historia
8 września 1939 do wsi wkroczyli żołnierze Wehrmachtu. Rozkazali mieszkańcom wychodzić z domów i iść w kierunku Głowna. Na skraju wsi oddzielili kobiety i dzieci od mężczyzn, których potem rozstrzelali. W Ziewanicach znajduje się głaz będący pomnikiem poległego tu w czasie kampanii wrześniowej ppłk. Tadeusza Mikke.

## Gospodarka
We wsi znajdują się zakłady spożywcze i tartak. Mieści się tu też zamknięte komunalne składowisko śmieci dla Głowna, będące w trakcie rekultywacji.